# Istarska supa
Istarska supa je jedan od prepoznatljivih elemenata istarske kuhinje. Sprema se na način da se komad odrezanog domaćeg kruha debljine 1 cm ispeče na gradelama (roštilju), te se u bukaletu (bokal u kojem se sprema i iz njega pije supa) stavi šećer i papar, pa se zalije uljem. U tu se smjesu ulije zagrijano vino te promiješa. Pečeni se kruh do pola umoči u vino i tako se servira.
Posebno se pije u hladnim zimskim večerima kada se u otvorenim ognjištima, koji su i danas brojni u Istri, može zagrijati vino i popržiti kruh. Istarska supa (negdje se kaže i supica) je jednostavno pripravljen energetski napitak kojime su se u povijesti hranili istarski seljaci ili se davao bolesnicima za brži oporavak.